# Stazione di Leida Centrale
La stazione di Leida Centrale (in olandese Leiden Centraal) è la principale stazione ferroviaria della città olandese di Leida.

## Storia
La stazione fu inaugurata il 17 agosto 1842 come terminale meridionale della prima espansione della Vecchia Linea (olandese: Oude Lijn) proveniente da Haarlem. L'edificio originale fu sostituito da uno nuovo, progettato da Dirk Margadant, nel 1879.
Nel 1955, quando la linea ferroviaria fu rialzata, la stazione fu demolita e sostituita da un altro edificio progettato da H.G.J. Schelling. Il fabbricato era caratterizzato da una costruzione in cemento grigio, utilizzata in quegli anni anche nelle stazioni di Arnhem, Enschede, Hengelo e Zutphen. Proprio a causa del suo design la stazione di Leida Centrale divenne sinonimo di “brutto”. A partire dalla seconda metà degli anni'70, con l'aumento del traffico (in particolare dopo l'attivazione della Schiphollijn) e, di conseguenza, con la crescita del numero di passeggeri, l'edificio risultò obsoleto e pertanto dovette essere demolito.
La quarta e attuale stazione è stata progettata da Harry Reijnders ed è stato completata nel 1996. È costituita da una struttura a traliccio bianco, l'ingresso curvo, simile a una conchiglia, conduce a una sala biglietteria fiancheggiata da negozi e ristoranti. Al momento della costruzione, il pavimento aveva una finitura bianca e blu brillante. I problemi di scivolamento dei passeggeri hanno richiesto la sostituzione del pavimento con una pavimentazione standard.